# He-Man y She-Ra: El secreto de la espada
He-Man y She-Ra: El secreto de la espada, es una película animada estadounidense creada en 1985 y producida por la productora ya desaparecida Filmation. Fue dirigido por Ed Friedman, Lou Kachivas, Marsh Lamore, Bill Reed y Gwen Wetzler. En las voces originales participaron los siguientes actores como John Erwin, Melendy Britt, Alan Oppneheimer, Linda Gary, George DiCenzo, Erika Scheimer y Lou Scheimer. Aunque su difusión y estreno oficial en varias salas cinematográficas, fue a partir de 1987. Esta película no solo fue dirigido al público infantil, también al público adolescente o juvenil. En esta película participan He-Man y She-Ra, como protagonistas principales junto a sus amigos y enemigos principales.

## Sinopsis
La reina Sorceress, tras un sueño, recuerda a Adora, la hija primogénita de los gobernantes de Eternia, que fue secuestrada por Hordak, antes maestro y ahora enemigo de Skeletor. Le revelará la verdad al Príncipe Adam, quien tendrá que descubrir por sí solo con una espada mágica quien es la persona que también poseerá los mismos poderes de He-Man. En su viaje a Etheria, Adam conoce a los valientes rebeldes y al nuevo ejército de Hordak, entre ellos a Adora quien pertenece a dicho ejército. Tras su transformación en He-Man, la espada le indicará que Adora es quien poseerá sus mismos poderes. La reina Sorceress, mediante una comunicación telepática le revelará a Adora la verdad: que el Príncipe Adam (He-Man) es su verdadero hermano de sangre y que ella misma descubrirá su transformación con la espada para convertirse en She-Ra, la Princesa del Poder. Ambos hermanos, He-Man y She-Ra, se unirán como los nuevos Amos del Universo para luchar a favor de la libertad, la igualdad, los derechos y la justicia, en contra de las fuerzas malignas de Skeletor y Hordak en sus respectivos planetas.

## Reparto
| Actor            | Personaje | Notas                       |
| ---------------- | --- | --------------------------- |
| John Erwin       | Príncipe Adam / He-Man, Beast Man |                             |
| Melendy Britt    | Princess Adora / She-Ra, Catra, Hunga the Harpy |                             |
| Alan Oppenheimer | Skeletor, Man-at-Arms, Cringer / Battle Cat, Bald Rebel, Chef Alan                                                                                                  |                             |
| Linda Gary       | Teela, Reina Marlena, Sorceress del Castillo Grayskull, Shadow Weaver, Glimmer, Madame Razz                                                                         |                             |
| George DiCenzo   | Bow, Hordak |                             |
| Erika Scheimer   | Queen Angella, Imp |                             |
| Lou Scheimer     | Rey Randor, Swift Wind, Kowl, Mantenna, Horde Trooper, Kobra Khan, Trap Jaw, Tri-Klops, Broom, Sprag, Sprocker, Garv the Innkeeper, Bard, Messenger, Horde Computer | Acreditado como Erik Gunden |

### Largometrajes
- He-man y She-ra: Especial de Navidad
- Masters of the Universe
- He-Man y She-Ra: Nueva Era